# كوبا بيرو 1987
كوبا بيرو 1987 هو موسم من كوبا بيرو ‏. فاز فيه Libertad de Trujillo ‏.